# Marie-Thérèse Dugué de Boisbriand
Marie-Thérèse Dugué de Boisbriand, née le 6 janvier 1671 et morte le 16 juillet 1744 à Montréal, est une aristocrate française.

## Biographie
Marie-Thérèse Dugué de Boisbriand est fille de Michel-Sidrac Dugué de Boisbriant, un des premiers seigneurs de la région de Montréal, et de Marie Moyen. Le 15 août 1691 à Sorel, elle épouse Charles-Gaspard Piot de Langloiserie, alors capitaine des troupes de la Marine fraîchement arrivé en Nouvelle-France. Ce dernier mène une carrière militaire comme major à Montréal puis à Québec. Le 5 mars 1714, son mari se fait concéder la seigneurie des Mille-Îles, détenu auparavant par son père. Elle hérite avec ses enfants de la partie de la seigneurie au décès de son mari en 1715. Le 30 juillet 1718, la partie héritée est nommée « Langloiserie » (elle sera plus tard renommée seigneurie de Blainville). La famille n'habite toutefois pas dans la seigneurie. En décembre 1729, elle tente de concéder cinq terres, sans succès. Elle concède une première terre au colon François Desjardins le 29 août 1740. En 1743, elle cède l'île Sainte-Thérèse à son fils Louis-Hector et le fief Langloiserie à Louis Jean-Baptiste Céloron de Blainville, époux de sa fille Suzanne.

## Toponymie
Fondée quelques décennies après sa mort, la paroisse de Sainte-Thérèse (1789) est nommée en son honneur. Comme veut l'usage populaire, on peut la qualifier de « patronne civile » alors que Sainte Thérèse d’Avila agit comme sainte patronne. Son prénom est également utilisé par la municipalité régionale de comté de Thérèse-De Blainville et la circonscription électorale fédérale de Thérèse-De Blainville.